# Tres (strumento musicale)

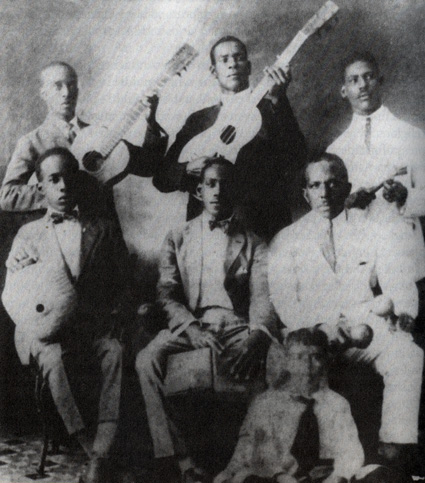
Foto del Sexteto Habanero, che mostra uno strumentista del tres (in alto al centro). In questo caso il tres è solo una chitarra modificata nella distribuzione delle corde

Il tres cubano è uno strumento musicale simile a una chitarra; da questa differisce nella distribuzione delle corde, che sono raggruppate in tre coppie (ci sono quindi tre corde doppie). È caratterizzato da un suono forte e acuto ed è simile al Laud cubano nella sua forma esterna.
Il tres è nato a Cuba nel fine del XIX secolo, ed era utilizzato per accompagnare il son, una musica tradizionale cubana.
Oggi è ampiamente utilizzato da musicisti dei Caraibi, in particolare di Cuba, Santo Domingo e Porto Rico, dove c'è una versione di questo strumento con tre corde triple.

## Accordatura
L'accordatura è variabile secondo la volontà dell'interprete e l'area geografica di provenienza. A volte coincide con quella delle prime tre corde di una chitarra (mi, si, sol, dalla più acuta alla più grave, questa ultima all'ottava). Altre volte, si aumenta di un semitono la corda nel mezzo, lasciando il sol all'ottava. La nuova accordatura è la triade di Do maggiore (mi, do, sol).

## Strumentisti
Alcuni importanti "treseros" (suonatori di tres) sono Pancho Amat, Renesito Avich, Faustino Oramas e Mario Hernández.